# تريفون لاثان
تريفون لاثان (بالإنجليزية: Trayvon Lathan)‏ مواليد 16 مايو 1984، هو لاعب كرة سلة أمريكي. بدأ مسيرته الاحترافية في سنة 2007. يلعب في الدوري المكسيكي لكرة السلة. يحمل الرقم 33. يبلغ طوله 6 قدم 7 بوصة (2.0 م).

## المسيرة الاحترافية
لعب مع نادي المتحد طرابلس في موسم 2010–2011، ثم لعب مع مونكتون ميراكلز في سنة 2011، ثم لعب مع هاليفاكس رينمين في سنة 2012.

## روابط خارجية
- تريفون لاثان على موقع كرة السلة الأوروبية.كوم (الإنجليزية)
- تريفون لاثان على موقع ريلجم (الإنجليزية)
- تريفون لاثان على موقع بروبوليرز (الإنجليزية)